# ディン・トーマス
ディン・トーマス（Din Thomas、1976年9月28日 - ）は、アメリカ合衆国の男性総合格闘家。デラウェア州ウィルミントン出身。アメリカン・トップチーム所属。元ISCF世界ライト級王者。
J.Z.カルバンのニックネーム「JZ」の名付け親。

## 来歴
友人のポール・ロドリゲスと共に、バート・ベイルの下でサブミッションレスリングを学んだ。
1998年10月28日、プロ総合格闘技デビュー。
1999年9月5日、初参戦となった修斗で宇野薫と対戦し、スリーパーホールドで一本負け。
2000年3月17日、修斗で三島☆ド根性ノ助と対戦し、頭部カットによるTKO勝ち。
2000年8月26日、WEFで行われたISCF世界ライト級王座決定戦でジェンス・パルヴァーと対戦し、ヒールホールドで一本勝ちを収め王座獲得に成功した。
2001年6月29日、UFC初参戦となったUFC 32でBJ・ペンと対戦し、パウンドでTKO負け。
2002年9月27日、UFC 39の世界ライト級王座決定トーナメント1回戦で宇野薫と再戦し、判定負け。
2003年12月31日、INOKI BOM-BA-YE 2003でアマール・スロエフと対戦し、パウンドでTKO負け。
2005年9月3日、DEEP初参戦となったDEEP 20th IMPACTでタイロン・グローバーと対戦し、判定負け。
2006年、リアリティ番組「The Ultimate Fighter 4」に参加。1回戦でマイキー・バーネットに勝利したものの、準決勝でクリス・ライトルに敗れた。11月11日のフィナーレではリッチ・クレメンティと対戦し、チョークスリーパーで一本勝ち。
2007年5月26日、UFC 71でジェレミー・スティーブンスと対戦し、腕ひしぎ十字固めで一本勝ち。サブミッション・オブ・ザ・ナイトを受賞した。
2014年1月2日、引退を表明。引退後はローランド・デルガドと共に「MMAスカウティングレポート」の会社を設立した。顧客にはロビー・ローラーなどがいるという。

## 戦績
| 総合格闘技 戦績 | 総合格闘技 戦績 | 総合格闘技 戦績 | 総合格闘技 戦績 | 総合格闘技 戦績 | 総合格闘技 戦績 | 総合格闘技 戦績 |
| --------------- | --------------- | --------------- | --------------- | --------------- | --------------- | --------------- |
| 36 試合         | (T)KO           | 一本            | 判定            | その他          | 引き分け        | 無効試合        |
| 26 勝           | 7               | 15              | 4               | 0               | 0               | 1               |
| 9 敗            | 2               | 2               | 5               | 0               | 0               | 1               |

| 勝敗 | 対戦相手                   | 試合結果                        | 大会名                                                                      | 開催年月日     |
| ×    | ジョージ・カラカニヤン     | 5分3R終了 判定0-3               | Legacy Fighting Championship 19                                             | 2013年4月12日  |
| －   | コーディ・ボリンジャー     | 1R 2:09 ノーコンテスト          | Pure MMA 2: Next Episode                                                    | 2012年5月12日  |
| ○    | ダスティン・ペイグ         | 2R 4:14 TKO（ドクターストップ） | WEF: Brasco vs. Whitese                                                     | 2010年1月8日   |
| ○    | ゲイブ・レムリー           | 1R 4:13 TKO（膝蹴り）           | SRP: March Badness                                                          | 2009年3月21日  |
| ○    | ダスティン・ピアーキン     | 1R 2:58 三角絞め                | HP: The Patriot Act                                                         | 2009年2月7日   |
| ×    | ジョシュ・ニアー           | 5分3R終了 判定0-3               | UFC Fight Night: Florian vs. Lauzon                                         | 2008年4月2日   |
| ×    | ケニー・フロリアン         | 1R 4:31 チョークスリーパー      | UFC Fight Night: Thomas vs. Florian                                         | 2007年9月19日  |
| ○    | ジェレミー・スティーブンス | 2R 2:14 腕ひしぎ十字固め        | UFC 71: Liddell vs. Jackson                                                 | 2007年5月26日  |
| ○    | クレイ・グイダ             | 5分3R終了 判定3-0               | UFC Fight Night: Evans vs. Salmon                                           | 2007年1月25日  |
| ○    | リッチ・クレメンティ       | 2R 3:11 チョークスリーパー      | The Ultimate Fighter 4 Finale                                               | 2006年11月11日 |
| ×    | ルシアノ・アゼベド         | 5分3R終了 判定0-3               | WCFC: No Guts No Glory                                                      | 2006年3月4日   |
| ○    | ドゥエイン・シェルトン     | 1R 腕ひしぎ十字固め             | Battleline Productions: Pride and Glory                                     | 2005年9月17日  |
| ×    | タイロン・グローバー       | 5分3R終了 判定0-2               | DEEP 20th IMPACT                                                            | 2005年9月3日   |
| ○    | ジョン・ストローン         | 1R 1:15 腕ひしぎ十字固め        | Absolute Fighting Championships 11                                          | 2005年2月12日  |
| ○    | レイ・トトリコ             | 1R 1:45 アンクルホールド        | Battle of New Orleans 11                                                    | 2004年2月7日   |
| ×    | アマール・スロエフ         | 1R 4:22 TKO（パウンド）         | INOKI BOM-BA-YE 2003 馬鹿になれ夢をもて                                     | 2003年12月31日 |
| ○    | スティーブ・バーガー       | 5分3R終了 判定3-0               | Absolute Fighting Championships 4                                           | 2003年7月19日  |
| ○    | マット・セラ               | 5分3R終了 判定2-1               | UFC 41: Onslaught                                                           | 2003年2月28日  |
| ×    | 宇野薫                     | 5分3R終了 判定0-3               | UFC 39: The Warriors Return 【ライト級王座決定トーナメント 1回戦】          | 2002年9月27日  |
| ○    | ロブ・バール               | 1R 1:22 TKO（パンチ連打）       | Reality Superfighting 6: Mayhem in Myers 【RSFライト級タイトルマッチ】      | 2001年12月29日 |
| ○    | ジェイソン・ベンダー       | 1R 1:03 TKO（パンチ連打）       | Reality Superfighting 5: New Blood Conflict                                 | 2001年10月27日 |
| ○    | ファビアノ・イハ           | 5分3R終了 判定3-0               | UFC 33: Victory in Vegas                                                    | 2001年9月28日  |
| ×    | BJ・ペン                   | 1R 2:42 TKO（膝蹴り→パウンド）  | UFC 32: Showdown in the Meadowlands                                         | 2001年6月29日  |
| ○    | スコット・ジョンソン       | 1R 3:11 腕ひしぎ十字固め        | Reality Superfighting 1: Redemption in the Valley 【RSFライト級王座決定戦】 | 2001年4月21日  |
| ○    | ステファン・パーリング     | 1R 3:52 三角絞め                | SuperBrawl 20                                                               | 2001年2月23日  |
| ○    | ジェンス・パルヴァー       | 2R 0:33 ヒールホールド          | WEF: New Blood Conflict 【ISCF世界ライト級王座決定戦】                      | 2000年8月26日  |
| ○    | ドン・バンヴィル           | 2R 4:00 TKO（タオル投入）       | WEF 9: World Class                                                          | 2000年5月13日  |
| ○    | 三島☆ド根性ノ助            | 2R 3:37 TKO（ドクターストップ） | 修斗 R.E.A.D. 〜2000 SHOOTO〜                                               | 2000年3月17日  |
| ○    | ティム・ダグラス           | 1R 0:45 腕ひしぎ十字固め        | Reality Combat Fighting 4                                                   | 2000年2月19日  |
| ○    | ケン・アレン               | 1R 3:16 フロントチョーク        | WEF 7: Stomp in the Swamp                                                   | 1999年10月9日  |
| ×    | 宇野薫                     | 3R 3:16 スリーパーホールド      | IV 修斗 the Renaxis 1999                                                    | 1999年9月5日   |
| ○    | スコット・ビルズ           | 1R 3:46 スリーパーホールド      | World Extreme Fighting 2                                                    | 1999年2月21日  |
| ○    | エド・リュッツ             | 1R 3:20 スリーパーホールド      | World Extreme Fighting 1                                                    | 1998年12月19日 |
| ○    | スコット・ビルズ           | 1R終了時 TKO（棄権）            | World Extreme Fighting 1                                                    | 1998年12月19日 |
| ○    | ロドニー・ブラウン         | 1R 4:00 V1アームロック          | Ybor Vale Tudo                                                              | 1998年12月15日 |
| ○    | トーマス・ヴェラスケス     | 1R 1:02 腕ひしぎ十字固め        | WVF: Jacksonville Vale Tudo 1                                               | 1998年10月28日 |

## 獲得タイトル
- 初代ISCF世界ライト級王座（2000年）
- RSFライト級王座（2001年）

## 表彰
- ブラジリアン柔術 黒帯
- UFC ファイト・オブ・ザ・ナイト（1回）
- UFC サブミッション・オブ・ザ・ナイト（1回）